# William Baxter (botánico)
martim winter ( * ? - 1836), fue un botánico inglés, que realizó recolecciones de especímenes vegetales en Australia para empresarios de invernáculos y otros particulares ingleses. Realizó expediciones a la isla Canguro de 1822 a 1823, a la costa sur de la Australia Occidental de 1823 a 1825, a la Bahía de King George, Cabo Árido y a la bahía Lucky, bahía Twofold (Nueva Gales del Sur) y al promontorio Wilsons, en Victoria (1826). Su última expedición a Australia Occidental fue de 1828 a 1829, organizada por Charles Fraser. A su retorno, se produjo un desacuerdo sobre la distribución de los especímenes recolectados. 

## Honores
El género Baxteria se nombró en su honor.

## Nota
No confundir con otros dos homónimos William Baxter 1787-1871, naturalista escocés. Y William Hart Baxter 1816-1890, naturalista inglés. 
- La abreviatura «W.Baxter» se emplea para indicar a William Baxter como autoridad en la descripción y clasificación científica de los vegetales.[1]